# Wassily Hoeffding
Wassily Hoeffding (* 12. Juni 1914 in Mustamäki, Finnland; † 28. Februar 1991 in Chapel Hill, North Carolina, USA) war Statistiker und als solcher einer der Begründer der parameterfreien Statistik.

## Leben
Hoeffding wurde 1940 an der Berliner Universität promoviert. Im Zweiten Weltkrieg war er Forschungsassistent an einem universitätsübergreifenden Versicherungsinstitut. 1946 wanderte er in die Vereinigten Staaten von Amerika ein. Er lehrte von 1947 bis zu seiner Emeritierung als Professor für Statistik an der University of North Carolina at Chapel Hill.
Er befasste sich mit Grenzwertsätzen der Wahrscheinlichkeitstheorie, asymptotischem Verhalten statistischer Tests, Wahrscheinlichkeitsungleichungen und Näherungsfehlern. Er gilt als Entwickler der Hoeffding-Ungleichung, der Hoeffdingschen C1-Maßzahl, des Hoeffdingschen Unabhängigkeitstests, der U-Statistik (Unbiased Estimator Statistics) und des Terry-Hoeffding-Tests.
Er war Mitglied der Royal Statistical Society in London, der American Statistical Association, des Institute of Mathematical Statistics, der National Academy of Sciences (1976) und der American Academy of Arts and Sciences (1985).

## Schriften
- Maßstabinvariante Korrelationstheorie, 1940
- On the distribution of the rank correlation coefficient t when the variates are not independent in Biometrika, 1947
- A class of statistics with a symptotically normal distribution, 1948
- A nonparametric test for independence, 1948
- The central limit theorem for dependent random variables (mit Herbert Robbins), 1948
- "Optimum" nonparametric tests, 1951
- A combinatorial central limit theorem, 1951
- The large-sample power of test based on permutations of observations, 1952
- On the distribution of the expected values of the order statistics, 1953
- The efficiency of tests (mit J. R. Rosenblatt), 1955
- On the distribution of the number of successes in independent trials, 1956
- Distinguishability of sets of distributions. (The case of independent and identically distributed random variables.), (mit Jacob Wolfowitz), 1958
- Lower bounds for the expected sample size and the average risk of a sequential procedure, 1960
- Probability inequalities for sums of bounded random variables, 1963